# リング (潜水艦)
リング (USS Ling, SS/AGSS/IXSS-297) は、アメリカ海軍の潜水艦。バラオ級潜水艦の一隻。艦名はタラ科カワメンタイ亜科またはカワメンタイ科に属するクロジマナガダラの英名に因む。

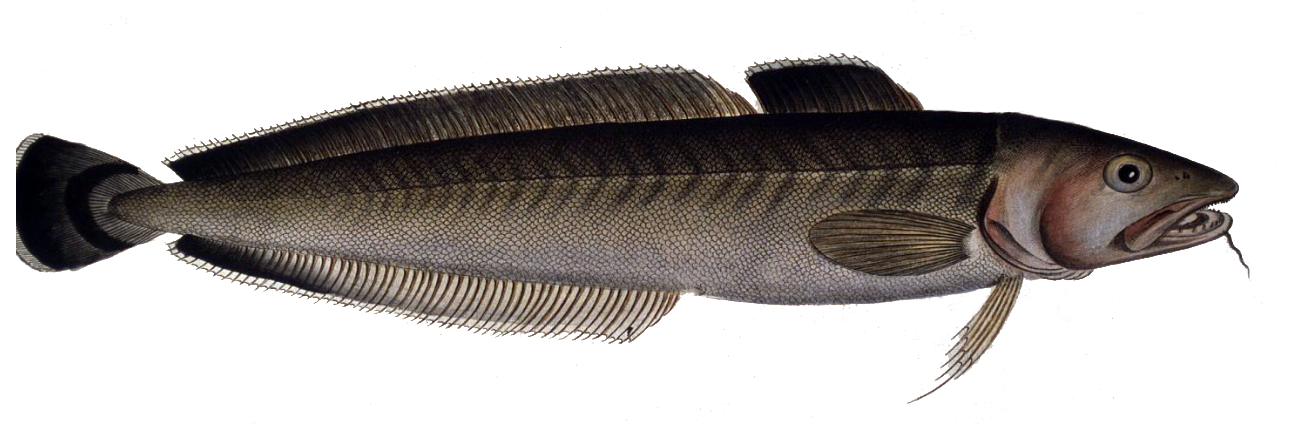
クロジマナガダラ（Ling）

## 艦歴
リングは1942年11月2日にペンシルベニア州フィラデルフィアのクランプ造船所で起工する。1943年8月15日にE・J・フォイ夫人によって進水し、ボストン海軍工廠に回航され建造が進められ、艦長ジョージ・G・マルムファイ中佐（アナポリス1931年組）の指揮下1945年6月8日に就役する。マルムファイ中佐は以前、潜水艦スキップジャック (USS Skipjack, SS-184) 艦長などを務めていたベテランであった。整調および機材の装着後、リングは外洋での試験のため1945年9月15日に出航した。就役後はコネチカット州ニューロンドンの海軍潜水艦基地を拠点として活動し、1946年2月11日にパナマ運河地帯へ向けて出航、8日後に到着する。リングはパナマ沖で3月9日まで活動し、その後北上。ニューロンドンで不活性化が完了し、1946年10月23日に退役、大西洋予備役艦隊入りした。
1960年3月にリングはニューヨーク州ブルックリンに牽引される。ブルックリン海軍工廠で訓練艦への転換が行われ、様々な潜水活動の訓練に使用された。1962年には AGSS-297 （補助潜水艦）に艦種変更される。リングはその後 IXSS-297 （非分類潜水艦）に再度艦種変更され、1971年12月1日に除籍された。
その6ヶ月後にリングは潜水艦記念協会に寄贈され、スクラップとして廃棄される運命から救われた。同協会はリングをニュージャージー州ハッケンサックで記念艦として公開するためその移動を海軍に請願した。「祖国に貢献するために、自らの一生を捧げた我々の仲間の記憶を永続させるため」多くの市民と企業がリングをレストアするための時間と技術、資金を提供した。新造艦のように再生されたリングは、1973年1月に現在の公開場所であるニュージャージー州ハッケンサックに到着した。艦の内装は戦時を再現する実物で一新された。リングはハッケンサックの78リバー・ストリートにあるニュージャージー海軍博物館で1年あたり1ドルの賃貸料を支払って公開されているが、2007年1月にリングの土地管理者であるノース・ジャージー・メディア・グループが、土地の再開発のためにリングを移動する必要があることを博物館に報告したことにより、博物館側ではリングの新たな公開場所を探している。
リングで使用されていた5台の金庫には書類と金属製の物体が納められていることがX線写真により判明していたが、その解錠番号は長い間不明のままであった。2006年1月27日にジェフ・シタール（7度の世界チャンピオンを獲得した錠前屋）が、指先と聴音機のみで金庫を開けることに成功した。金庫の中には1ダースの1セント銅貨、45口径弾丸2発、鍵のリング、多くの訓練および整備マニュアルと、1940年代および50年代のカタログ、エタノールの1クォート缶2個が納められていた。
リングは第二次世界大戦の戦功で1個の従軍星章を受章した。